# Усожское сельское поселение
Усо́жское сельское поселение — муниципальное образование в южной части Комаричского района Брянской области Российской Федерации.
Административный центр — село Усожа.

## История
Образовано в 2005 году в результате проведения муниципальной реформы путём слияния дореформенных Усожского, Лукинского и части Угревищского сельсоветов.

## География
Поселение расположено на Среднерусской возвышенности в центре Восточно-Европейской равнины.
Площадь 158,75 км².
Усожское сельское поселение, как и весь Комаричский район, находится в часовой зоне МСК (московское время). Смещение применяемого времени относительно UTC составляет +3:00.
Усожское сельское поселение находится в зоне умеренно континентального климата (по классификации Кёппена — Dfb). Зима умеренно прохладная, лето неустойчивое.
Основная река — Усожа.

## Население
| 2010 | 2011  | 2012  | 2013  | 2014  | 2015  | 2016  | 2017  | 2018 |
| ---- | ----- | ----- | ----- | ----- | ----- | ----- | ----- | ---- |
| 1160 | ↘1151 | ↘1124 | ↘1093 | ↘1049 | ↘1047 | ↘1024 | ↘1003 | ↘984 |
| 2019 | 2020  | 2021  |       |       |       |       |       |      |
| ↘932 | ↗937  | ↗939  |       |       |       |       |       |      |

### Национальный состав
По национальному составу население района составляют преимущественно русские.

## Населённые пункты
В Усожское сельское поселение входят 13 населённых пунктов:
| №  | Населённый пункт | Тип     | Население, чел. (2013) |
| -- | ---------------- | ------- | ---------------------- |
| 1  | Березовец        | село    | 18                     |
| 2  | Василёк          | посёлок | 53                     |
| 3  | Добричек         | деревня | 15                     |
| 4  | Знаменка         | посёлок | 0                      |
| 5  | Избичня          | село    | 191                    |
| 6  | Козинка          | село    | 0                      |
| 7  | Лукинка          | село    | 13                     |
| 8  | Малые Прудки     | деревня | 0                      |
| 9  | Северная Поляна  | посёлок | 0                      |
| 10 | Тростенчик       | посёлок | 278                    |
| 11 | Угревище         | село    | 167                    |
| 12 | Усожа            | село    | 351                    |
| 13 | Юпитер           | посёлок | 7                      |